# E. Knuttel-Fabius
E. Knuttel-Fabius, schrijversnaam van Johanna Christiania Frederika Elisabeth (Elize) Knuttel-Fabius (Batavia, 6 maart 1857 – Warnsveld, 29 september 1944) was een Nederlands schrijfster van kinderboeken, romans en gedichtjes.

## Familie
Fabius stamde uit het patricische geslacht Fabius en was een dochter van Gerhardus Fabius (1806-1888), vice-admiraal, en Johanna Elisabeth Frederika Bouricius (1827-1870). Zij trouwde in 1883 haar volle neef ds. Willem Pieter Cornelis Knuttel (1854-1921), onderbibliothecaris van de Koninklijke Bibliotheek.